# Prigorec
Prigorec is een plaats in de gemeente Ivanec in de Kroatische provincie Varaždin. De plaats telt 604 inwoners (2001).